# Годованець (міфічна істота)
Годованець, дух-збагачувач — персонаж слов'янської міфології, демонічна істота, покликана забезпечувати порядок в межах оселі та приносити багатство хазяїну.

## Уявлення про годованця
Годованці є демонічними істотами, тому мають альтернативну назву «домашній чорт». Основні їх функції полягають в допомозі хазяїну з господарством, охороні оселі, а також вони приносять багатство, корисні знайомства, гарний врожай. Власне властивість приносити матеріальну користь і відрізняє годованців від домовиків, які є духами-опікунами. Розповсюджується дія годованців тільки на території хати, тобто за його межами, наприклад на подвір'ї чи на вулиці демон не має жодного впливу і, на відміну від домовика, закріплюється за оселею, а не за сім'єю. Вигляд демона трактують по-різному, в залежності від регіону, найбільш розповсюджена думка, що ці істоти невидимі, проте також існує альтернативна думка, що годованець має здатність перевтілюватись, тому може мати вигляд будь-кого.

## Взаємодія з людьми
Відносини між людиною та годованцем можна вважати симбіотичними. Демон дає людині все, що їй треба, проте бере за це плату, зачасту забираючи душу хазяїна, коли той помирає або ж відбирає здоров'я, як альтернативний полегшений варіант розрахунку. Така угода є найпоширеніше побутове утілення типової легенди про угоду з дияволом. Особливість годованця також полягає в тому, що він відштовхує праведних людей. Побачити істоту можна лише в межовому стані свідомості, тобто або перед пробудженням, або в момент засинання.

## Поява годованця в оселі
Одна з відмінностей годованця від домовика є те, що годованець не з'являється сам по собі, його потрібно обов'язково завести за допомогою магічних ритуалів. Всього задокументовано три способи, як це можна зробити. На Слобожанщині було зафіксовано спосіб закладання голови мертвого півня у фундамент дому, проте цей варіант не є надто дієвим. Набагато раціональніше вважалось звернутись до мольфара, відьми, характерника і т. д., і взяти в нього зносок, який потрібно носити дев'ять діб «під плечима». Хоча й зустрічаються історії, що можна не йти до людей, наділених магічними здібностями, а підійдуть і звичайні яйця, знесені чорною куркою. Останній спосіб появи годованця відбувається проти волі людини, його можуть просто підкинути. Позбутися цієї істоти практично неможливо, він все одно буде повертатися, але злішим і сильнішим.